# گراف پنی

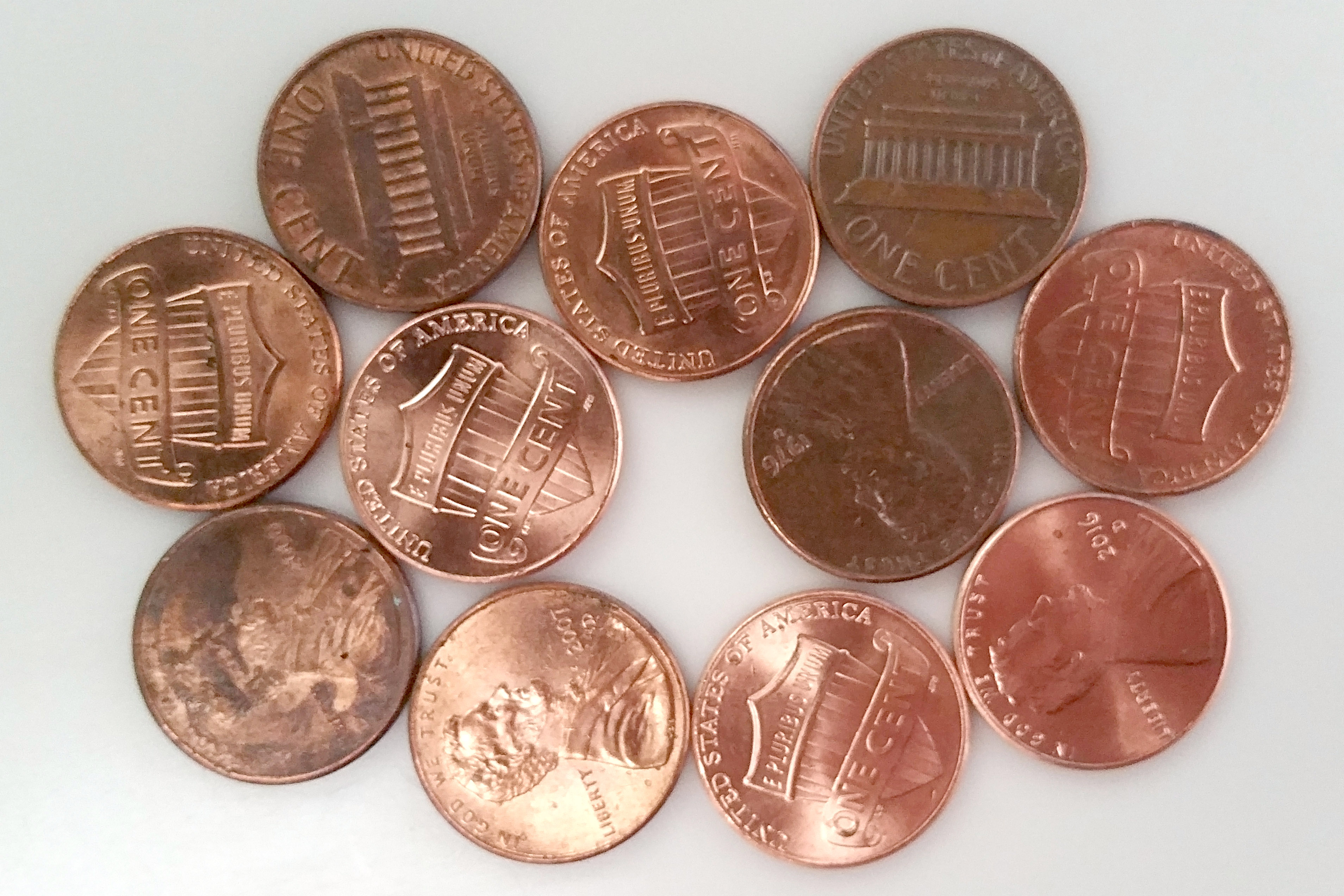

گراف پنی در نظریه گراف هندسی، نمودار تماس دایره‌های واحد است؛ یعنی نموداری است که از مجموعه ای از دایره‌های واحد غیر متقاطع با ایجاد یک راس برای هر دایره و یک یال برای هر جفت دایره مماس تشکیل شده‌است. دایره‌ها را می‌توان به صورت فیزیکی با سکه‌ها نشان داد، که بدون همپوشانی روی یک سطح صاف، با یک راس برای هر پنی و یک لبه برای هر دو پنی که لمس می‌شوند، مرتب شده‌اند.